# Rameaus Neffe (Tankred Dorst)
Rameaus Neffe ist ein Dialog von Diderot, den Tankred Dorst übersetzt und für die Bühne bearbeitet hat. Der Einakter wurde am 28. September 1963 unter der Regie von Rolf Lansky an den Städtischen Bühnen Nürnberg-Fürth uraufgeführt.

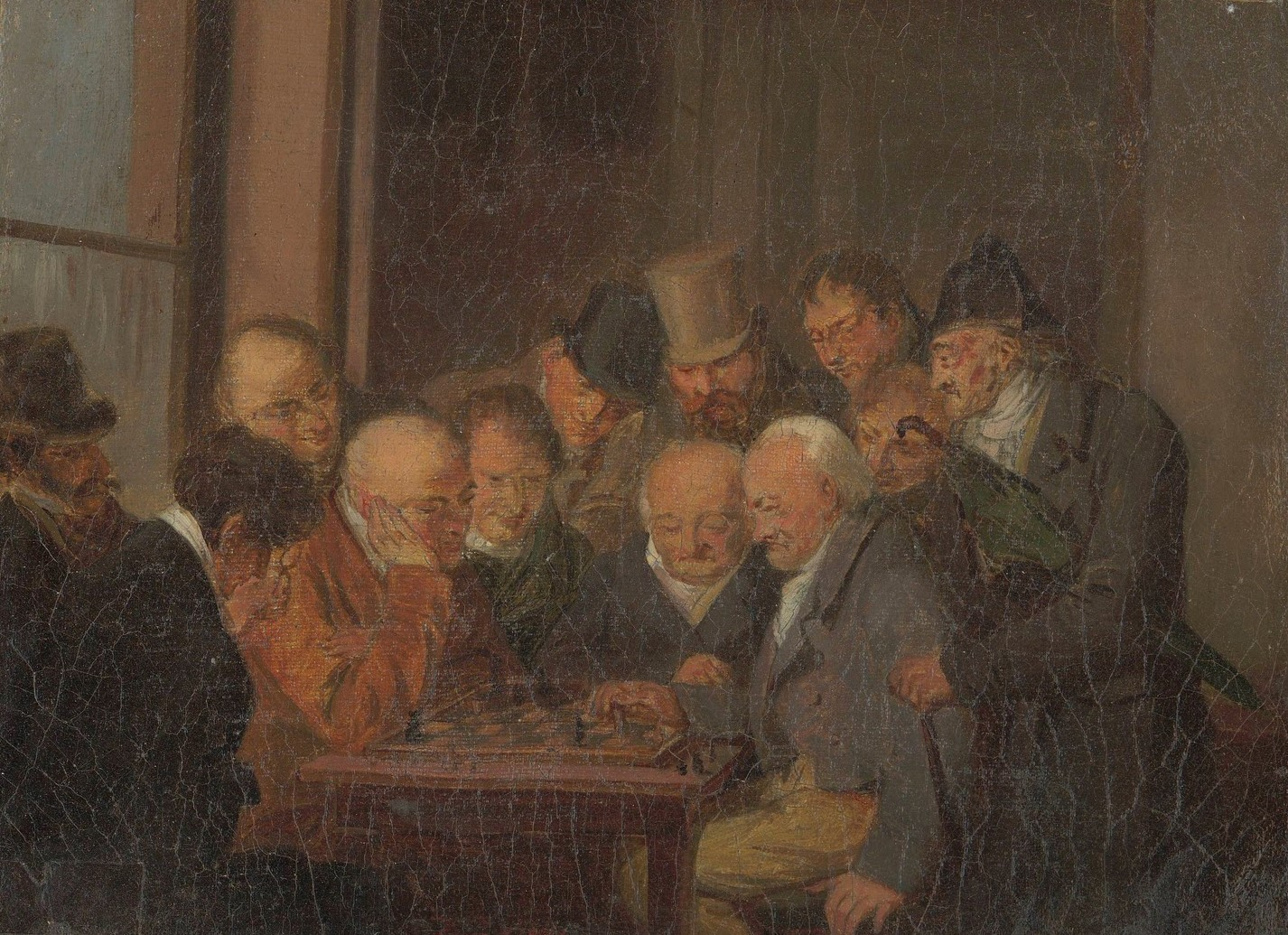
Schachspieler im Café de la Régence, links (wahrscheinlich) der berühmteste Schachspieler seiner Zeit, Philidor, von dem im Dialog auch die Rede ist.

Tankred Dorst hat Diderots Dialog eng am Text aber mit einigen Kürzungen und Umstellungen für die Bühne eingerichtet.
Szenerie des Stücks ist das Café de la Régence in Paris, in dem außer den Schachspielern auch Diderots Philosophenfreunde regelmäßig verkehrten. Titelgeber ist ein Neffe des französischen Komponisten Jean-Philippe Rameau, ein Bohémien und ebenfalls Musiker, der sich mit Musikunterricht und Gelegenheitsjobs den Lebensunterhalt verdiente.     
Eine Hörspiel nach der Textfassung von Tancred Dorst wurde 1971 im ORF ausgestrahlt. Die beiden Sprecher des Dialogs waren  Karl Heinz Köhn und Romuald Pekny.

## Literarischer Hintergrund
Diderot hatte an „Rameaus Neffe“ von 1761 bis 1774 gearbeitet, konnte sein Buch aber nicht drucken lassen, da er wegen seiner aufklärerischen Ideen und Thesen unter ständiger Beobachtung der französischen Zensurbehörden stand. Die beide Dialogpartner heißen bei Diderot lui = er und moi = ich.  Der Text kursierte in unterschiedlichen Fassungen in intellektuellen Kreisen und an den Fürstenhofen Europas. Eine frühe deutsche Übersetzung auf der Grundlage eines Manuskripts aus St. Petersburg hat Johann Wolfgang Goethe im Verlag Göschen 1805 herausgegeben. Die erste vollständige französische Ausgabe des Buchs wurde erst 1891 auf der Grundlage eines zufällig in Paris vorgefundenen Originalmanuskripts veröffentlicht.   

## Textausgaben
- Denis Diderot, Tankred Dorst: Rameaus Neffe. Kiepenheuer & Witsch, Köln 1963. (Collection Theater Texte. 16.)
- Rameaus Neffe von Denis Diderot. Übersetzt und für die Bühne bearbeitet, in: Tankred Dorst. Frühe Stücke. Werkausgabe. 3. Suhrkamp, Frankfurt am Main, 1986. ISBN 3-518-03009-4

### Sekundärliteratur
- Heinz Ludwig Arnold (Hrsg.): text + kritik Heft 145: Tankred Dorst. Richard Boorberg Verlag, München im Januar 2000, ISBN 3-88377-626-2